# Death by misadventure
Death by misadventure (‚Tod durch Unglück‘) ist eine im Vereinigten Königreich von Gerichtsmedizinern sowie auf Sterbeurkunden und den dazugehörigen Dokumenten verwendete Angabe der Todesursache. Sie wird verwendet, wenn der Tod in erster Linie auf einen Unfall zurückzuführen ist, der aufgrund eines freiwillig eingegangenen Risikos eingetreten ist. Im Gegensatz dazu impliziert die Todesursache Unfall kein unangemessenes vorsätzliches Risiko. Death by misadventure ist eine gesetzlich festgelegte Todesart: eine Art und Weise, auf die eine tatsächliche Todesursache (Trauma, Exposition usw.) eintreten konnte. Zum Beispiel kann ein Tod durch eine Überdosis Drogen als death by misadventure gewertet werden, da der Benutzer das Risiko des Drogenkonsums einging. Death by misadventure zählt zu den unnatürlichen Todesursachen, wie auch Unfall, Selbstmord und Totschlag.